# Labastide-d'Anjou
Labastide-d'Anjou is een gemeente in het Franse departement Aude (regio Occitanie). De plaats maakt deel uit van het arrondissement Carcassonne. Labastide-d'Anjou telde op 1 januari 2022 1.261 inwoners.

## Geografie
De oppervlakte van Labastide-d'Anjou bedroeg op 1 januari 2022 8,57 vierkante kilometer; de bevolkingsdichtheid was toen 147,1 inwoners per km².
De onderstaande kaart toont de ligging van Labastide-d'Anjou met de belangrijkste infrastructuur en aangrenzende gemeenten.

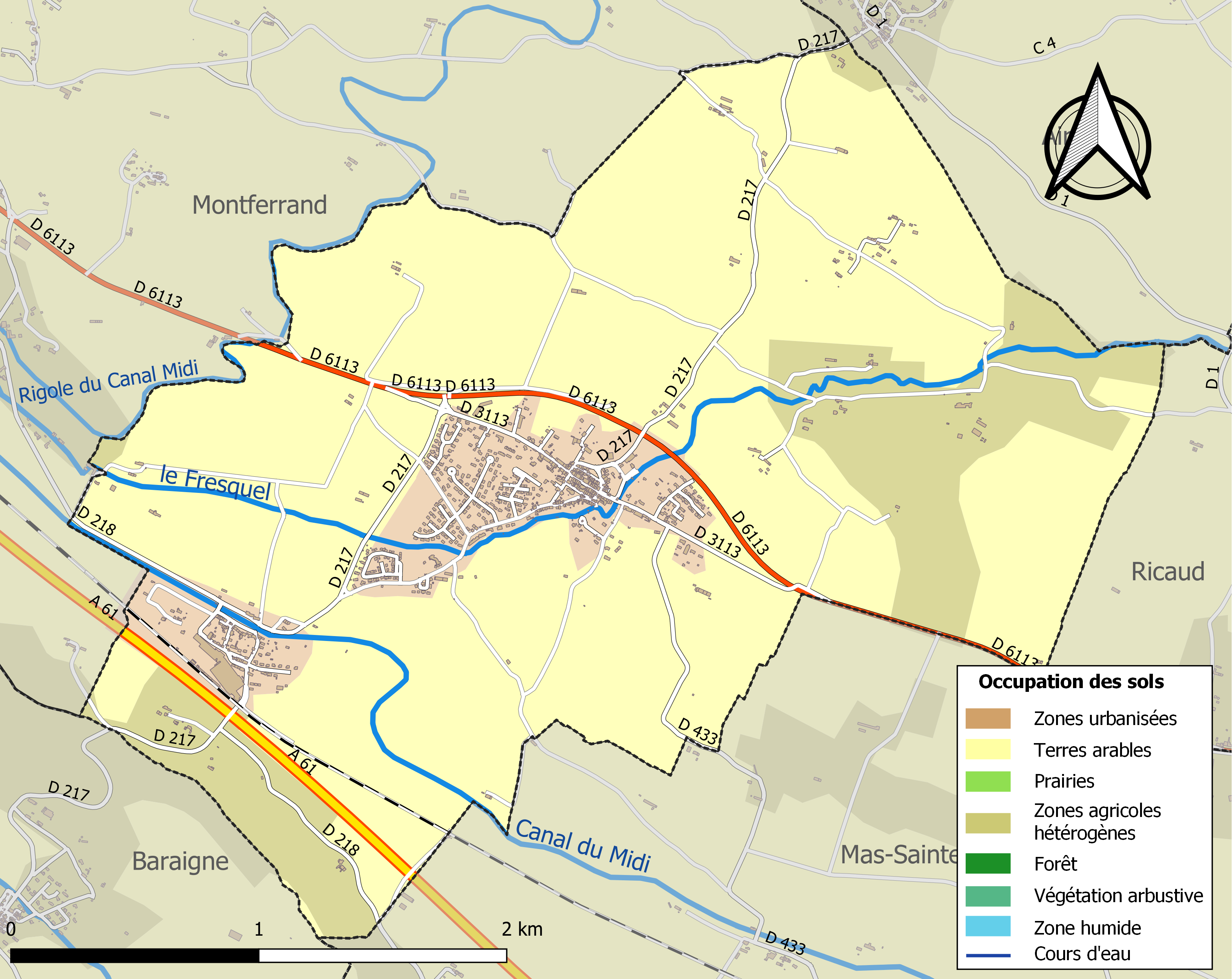

## Demografie
Onderstaande figuur toont het verloop van het inwonertal (bron: INSEE-tellingen).
Vanwege een beveiligingsprobleem met de MediaWiki Graph-software is het momenteel niet mogelijk deze grafiek weer te geven. Zodra de software is bijgewerkt zal de grafiek vanzelf weer zichtbaar worden.